# Erichthodes antonina
Erichthodes antonina är en fjärilsart som beskrevs av Felder 1867. Erichthodes antonina ingår i släktet Erichthodes och familjen praktfjärilar. Inga underarter finns listade i Catalogue of Life.